# Tamil-Brahmi

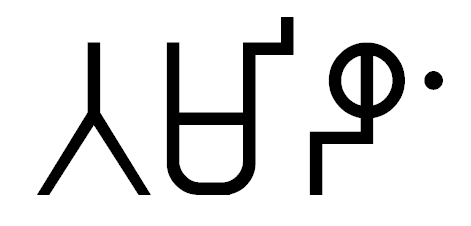
Scrittura Tamil-Brahmi

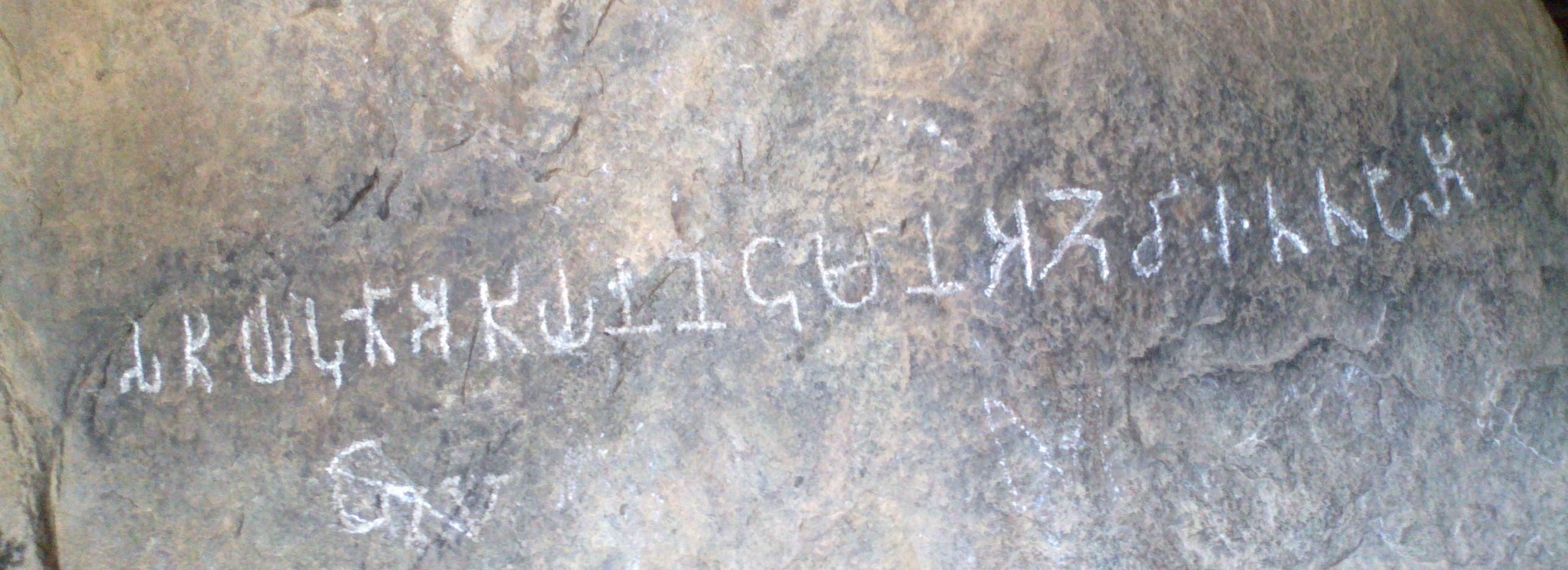
Iscrizione Tamil-Brahmi

Tamil-Brahmi, o Damili (Tamil: தமிழ் பிராமி), è un'antica scrittura fonetica usata per i caratteri Tamil. È una variante della scrittura Brahmi, usata con molte varianti in tutta l'Asia meridionale col nome di Brahmi Asokano, Brahmi meridionale e Scrittura Bhattiprolu.
Iscrizioni sopravvissute della scrittura sono state trovate in frammenti di tegali, urne funerarie, monete, sigilli e anelli.
Usata ampiamente fino al giorno d'oggi nell'India meridionale (conosciuto in passato come Tamilakam), nello stato del Kerala, Tamil Nadu e in Sri Lanka, alcuni esempi del Tamil Brahmi è stato trovato in luoghi quali Egitto e Thailandia.
Le teorie sulla sua origine sono controverse, per la maggiore si pensa post-Asoka o del primo periodo Maurya (circa 322-185 a.C.) ma con un certo numero di articoli di ricerca pubblicati sin dal 2000 dichiarerebbero una datazione anteriore (IV secolo a.C.) delle iscrizioni sia Brahmi che Tamil-Brahmi.
Delle diverse varietà Brahmi, Tamil-Brahmi è correlata sia alla Bhattiprolu che alla Sinhala-Brahmi.
Si distingue dallo Brahmi standard, da un indicatore vocale inerente per consonanti pure e consonanti
Le iscrizioni Tamil Brahmi sono state utili per datare la storia antica del popolo Tamil e le loro creazioni letterarie conosciute come la letteratura Sangam.
Tamil-Brahmi è la scrittura genitrice della successiva scrittura Tamil Vatteluttu che fu poi soppiantata dal moderno Tamil e dalla scrittura malayalam.